# Pteronotus pristinus
Pteronotus pristinus là một loài động vật có vú trong họ Mormoopidae, bộ Dơi. Loài này được Silva-Taboada mô tả năm 1974.